# Рыбинка (приток Яузы)
Ры́бинка (Ры́бенка, Ро́венка) — река в Москве, правый приток Яузы. Река полностью заключена в коллектор.
Длина реки Рыбинки около 5 км, площадь бассейна — 3,5 км².
Река берёт начало от пересечения 1-й и 3-й Рыбинских улиц. Протекает вдоль Митьковской соединительной ветки, потом вдоль железной дороги Казанского направления и впадает в Яузу около Электрозаводского моста.
В старину на реке вблизи устья было устроено несколько прудов, богатых рыбой. Это объясняет название реки Рыбинка или Рыбенка. Название Ровенка — предположительно, искажённый вариант. На берегах реки в верхнем течении ранее находились Переяславская ямская слобода и Сокольническая слобода. От реки получили название 1-я, 2-я и 3-я Рыбинские улицы, а также Рыбинский переулок.
Во время возведения в 1931 году первого опытного туннеля всего московского метрополитена под пересечением Русаковской улицы с Митьковским путепроводом возле будущей станции «Сокольники» работа остановилась из-за аварии, связанной с просадкой грунта и разрывом коллектора с Рыбинкой.